# Jambus
A jambus irodalmi fogalom, a leggyakoribb időmértékes verslábak egyike. Értéke három mora, egy rövid és egy hosszú szótagból áll. Párja (fordítottja) a trocheus. Formája: υ –. A jambus szó jelentése valószínűleg "dobás", "dobós", egy táncfajta elnevezése legfőbb figurájáról. A jambus versláb minden jambikus ritmus legkisebb jellemző eleme. A dijambus υ – υ – alapformájú ütem, ennek rövidített formái a krétikus (– υ –), a bacchius (υ – –) és a palimbachius (– – υ). Az ütem leggyakoribb formája feltevések szerint az epitritus (– – υ –), vagyis spondeus-jambus. A jambikus versmértékben egy-egy choriambus is helyettesíthet jambikus ütemet (– υ υ –).

## Eredete
A trocheikus és a jambikus verselés atyjának Arkhilokhosz ókori hellén költőt tekintik, akinek nevéhez számos iambosz (népi eredetű, csipkelődő gúnyvers) fűződik. Az Arkhilokoszt megelőző időkben találkozunk recitált jambikus triméterrel, ami az i. e. 4. században a görög dráma legfőbb recitált versévé, a dialógusok és elbeszélő részek legfőbb versformájává lesz. Általános formájára példa Aiszkülosz Agamemnónjából: "egy hosszú éve őrködöm, s úgy fekszem itt" (υ – υ – | υ – υ – | υ – υ –).
A rómaiak a maguk jambikus versmértékeit nem a teljes jambikus ütemek, vagyis verslábpárok (jambus-jambus, spondeus-jambus) számával mérték, hanem a bennük szereplő magányos verslábak (jambusok, spondeusok) számával. Ezért a görög dijambus a rómaiaknál jambikus négyesnek, a görög trimeter a római jambikus hatosnak felel meg. A jambikus hatos Catullusnál (4. költemény 1. sor): "E kis hajó, mely itt pihen, barátaim".

## A jambikus vers a magyar irodalomban
Most jázminos lugasban,

E nyári hűvös estvén,

LILLÁMMAL űlök együtt.

LILLÁM velem danolgat,

És csókolódzva tréfál,

Míg barna szép hajával

Zefir susogva játszik.

Itt egy üveg borocskát

A zöld gyepágyra tettem,

És gyenge rózsaszállal

Száját be is csináltam.

Amott 'Anákreonnak'

Kellő danái vannak

Kaskámba, friss eperrel.
Egy öszveséggel illy sok

Gyönyörűt, becsest ki látott?

S ki boldogabb magamnál?
A jambikus verselési formák rendkívül sokrétűen terjedtek el a magyar irodalomban. Míg a nyugat-európai jambusformák (német, francia, olasz nyelven) a hangsúlytalan és hangsúlyos szótagok váltakozásával jöttek létre, a magyar nyelv, természetéből adódóan időmértékkel alakította ki a jambikus strófákat. A jambusvers első igazi meghonosítójának Ráday Gedeont (1713–1792) tartják. A valóságban a jambus meghonosítására a középkorban már találunk kísérletet, ilyenek Ambrus püspök ambroziánusai. Jambikus lejtésű sorokat fedezhetünk fel a 16. század dalköltészetében, Balassinál a róla elnevezett strófaszerkezet (Balassi-strófa) egyes sorai jambizáló hetessel zárulnak. Kazinczy Ferenc "pszeudo-jambusainak" (jambus liberrinus) jellemzője, hogy az utolsó láb kivételével minden jambus helyett állhat spondeus. A 19. századtól a jambust esetenként helyettesítheti anapesztus, a jambusi sor indulhat trocheussal.
Jambikus versmértékek szerepelhetnek ritmusváltó periódusokban is, ahol a jambikus sorok trocheikus sorokkal váltakoznak. Csokonai Vitéz Mihálytól Ady Endrén át József Attilláig számos példát találhatunk az ilyen ritmuskeveredésre.
Az alexandrinusnak mind a négy változatát (6+6, 7+6, 6+7, 7+7 tagolású jambikus sorok vagy nibelungizált alexandrin) mesterien használta Tóth Árpád. Csokonai Vitéz Mihály pedig az anakreoni negyedfeles jambusok talán legismertebb magyar nyelvű megszólaltatója.

## Jambikus verselési formák
Kettes jambus : (görög jambikus dimeter) "Ez itt csatára készül / S ha itt van, ám csatázzék" (Anakreon, Berg-féle gyűjtemény, 92. töredék)
Hármas jambus: (görög jambikus trimeter): "Ó istenek, hadd érje végét már e kín" (Aiszkülosz: Agamemnon, 1. sor)
Jambikus négyes: De mért e csönd? / Ah iszonyú. / Még légy se döng / nem rág a  szú." (Kosztolányi Dezső: Fölébredek)
Jambikus hatos: "Sűrű setét az éj, / Dühöng a déli szél, / Jó Budavár magas / Tornyán az érckakas / Csikorog élesen." (Arany János: V. László.)
Anakreoni hetes (negyedfeles jambus):
"A nők azt mondogatják: Anakreón, öreg vagy" (Anakreón: Anakronteia, Devecseri Gábor fordítása)
"A színes éjszakában / robognak a batárok" (Juhász Gyula: Anakreoni dal)
Nibelungizált alexandrin: Tóth Árpád: Elégia egy rekettyebokorhoz
Elnyúlok a hegyen, hanyatt a fűbe fekve, 

S tömött arany diszét fejem fölé lehajtja

A csónakos virágú, karcsú, szelíd rekettye…